# Amerikaanse Maagdeneilanden op de Olympische Winterspelen 1988
Tijdens de Olympische Winterspelen van 1988, die in Calgary (Canada) werden gehouden, namen de Amerikaanse Maagdeneilanden voor de eerste keer deel.

## Deelnemers en resultaten

### Alpineskiën
| Olympiër     | Discipline       | Resultaat | Prestatie                                              |
| ------------ | ---------------- | --------- | ------------------------------------------------------ |
| Seba Johnson | super g (v)      | DNF       | opgave                                                 |
| Seba Johnson | reuzenslalom (v) | 28e       | run 1: 1.19,27 run 2: 1.29,94 totaal: 2.49,21 (+42,72) |

### Bobsleeën
| Olympiër                          | Discipline                                   | Resultaat | Prestatie                                                                            |
| --------------------------------- | -------------------------------------------- | --------- | ------------------------------------------------------------------------------------ |
| John Reeve John Foster, Sr.       | 2-mansbob (m) Amerikaanse Maagdeneilanden I  | 38e       | run 1: 1.01,11 run 2: 1.03,06 run 3: 1.04,14 run 4: 1.02,70 totaal: 4.11,01 (+17,53) |
| Harvey Hook Christopher Sharpless | 2-mansbob (m) Amerikaanse Maagdeneilanden II | 35e       | run 1: 1.01,05 run 2: 1.02,70 run 3: 1.03,42 run 4: 1.01,92 totaal: 4.09,09 (+15,61) |

### Rodelen
| Olympiër       | Discipline | Resultaat | Prestatie                                                                         |
| -------------- | ---------- | --------- | --------------------------------------------------------------------------------- |
| Anne Abernathy | vrouwen    | 16e       | run 1: 47,106 run 2: 47,316 run 3: 47,742 run 4: 47,073 totaal: 3.09,237 (+5,264) |

Amerikaanse Maagdeneilanden · Andorra · Argentinië · Australië · België · Bolivia · Bondsrepubliek Duitsland · Bulgarije · Canada · Chili · China · Chinees Taipei · Costa Rica · Cyprus · Denemarken · Duitse Democratische Republiek · Fiji · Filipijnen · Finland · Frankrijk · Griekenland · Groot-Brittannië · Guam · Guatemala · Hongarije · IJsland · India · Italië · Jamaica · Japan · Joegoslavië · Libanon · Liechtenstein · Luxemburg · Marokko · Mexico · Monaco · Mongolië · Nederland · Nederlandse Antillen · Nieuw-Zeeland · Noord-Korea · Noorwegen · Oostenrijk · Polen · Portugal · Puerto Rico · Roemenië · San Marino · Sovjet-Unie · Spanje · Tsjecho-Slowakije · Turkije · Verenigde Staten · Zuid-Korea · Zweden · Zwitserland